# Ducado de Galliera

Escudo de la Casa Orleans-Galliera.

El ducado de Galliera es el título nobiliario otorgado por Napoleón en 1812 a su nieta Josefina como dote matrimonial por su boda con el príncipe Óscar de Suecia, que sería rey de dicho país desde 1844. Su nombre se refiere a Galliera, municipio italiano de la provincia de Bolonia, en la región de Emilia-Romaña.
En 1837 el marqués Raffaele Luigi de Ferrari, príncipe de Lucedio, y su mujer María Brignole Sale compraron a Óscar de Suecia las propiedades asociadas al ducado. En 1838 recibieron el título ducal de manos del Papa Gregorio XVI y en 1839 de manos del rey Carlos Alberto de Cerdeña. De sus tres hijos, los dos primeros murieron, mientras que el tercero Felipe de Ferrari, coleccionista de sellos, renunció a los títulos y la herencia que le correspondía. Tras la muerte de su esposo en 1876, la duquesa María Brignole Sale de Ferrari legó el palacio y las demás posesiones del ducado a Antonio de Orleans, duque de Montpensier, quien obtuvo el traspaso del título ducal tras la muerte de la duquesa en 1888. Desde entonces el título permanece en la casa de Orleans-Galliera, aunque sin reconocimiento legal en España ni en Italia. Todas las propiedades asociadas al ducado fueron vendidas en 1920 por el IV duque Antonio de Orleans y Borbón.

## Lista de titulares
| | Titular                                                             | Periodo                                                             |
| Duques de Galliera Primera concesión por Napoleón Bonaparte en 1812                                | Duques de Galliera Primera concesión por Napoleón Bonaparte en 1812 | Duques de Galliera Primera concesión por Napoleón Bonaparte en 1812 |
| -------------------------------------------------------------------------------------------------- | ------------------------------------------------------------------- | ------------------------------------------------------------------- |
| I                                                                                                  | Josefina de Leuchtenberg                                            |                                                                     |
| Segunda concesión por el Papa Gregorio XVI en 1838, y por el rey Carlos Alberto de Cerdeña en 1839 |                                                                     |                                                                     |
| II                                                                                                 | Raffaele Luigi de Ferrari                                           |                                                                     |
| Traspaso del título en 1888 a la Casa de Orleans                                                   |                                                                     |                                                                     |
| III                                                                                                | Antonio de Orleans                                                  | 1888-1890                                                           |
| IV                                                                                                 | Antonio de Orleans y Borbón                                         | 1890-1930                                                           |
| V                                                                                                  | Alfonso de Orleans y Borbón                                         | 1930-1975                                                           |
| VI                                                                                                 | Álvaro de Orleans y Sajonia-Coburgo-Gotha                           | 1975-1977                                                           |
| VII                                                                                                | Alfonso de Orleans-Borbón y Ferrara-Pignatelli                      | 1977                                                                |

## Historia de los duques de Galliera
- Josefina Napoleón  y Óscar de Suecia, I duques de Galliera.
- Raffaele Luigi de Ferrari[3] y María Bignole-Sale,[4] II duques de Galliera.
- Antonio de Orleans y Luisa Fernanda de Borbón, III duques de Galliera.
- Antonio de Orleans y Borbón y Eulalia de Borbón, IV duques de Galliera.
- Alfonso de Orleans y Borbón y Beatriz de Sajonia-Coburgo-Gotha, V duques de Galliera.
- Álvaro de Orleans y Sajonia-Coburgo-Gotha y Carla Parodi-Delfino, VI duques de Galliera.
- Alfonso de Orleans-Borbón y Ferrara-Pignatelli y Véronique Goeders, VII duques de Galliera (divorciados en 2001).